# Charaxes naganum
Charaxes naganum är en fjärilsart som beskrevs av Robert Christopher Tytler 1911. Charaxes naganum ingår i släktet Charaxes och familjen praktfjärilar. Inga underarter finns listade i Catalogue of Life.